# Chicago (sastav)
Chicago je američki rock sastav osnovan u Chicagu 1967. godine. Izvornu postavu činili su Peter Cetera (bas), Terry Kath (gitara), Robert Lamm (klavijature), Lee Loughnane (truba), James Pankow (trombon), Walter Parazaider (puhački instrumenti) i Danny Seraphine (bubnjevi). 
Jedan su od najdugovječnijih i najuspješnijih sastava svih vremena, te jedan od najprodavanijih, s prodajom od više od 100 milijuna ploča. Dobitnici su nagrade Grammy za pjesmu "If You Leave Me Now".

## Studijski albumi
- Chicago Transit Authority (1969.)
- Chicago (1970.)
- Chicago III (1971.)
- Chicago V (1972.)
- Chicago VI (1973.)
- Chicago VII (1974.)
- Chicago VIII (1975.)
- Chicago X (1976.)
- Chicago XI (1977.)
- Hot Streets (1978.)
- Chicago 13 (1979.)
- Chicago XIV (1980.)
- Chicago 16 (1982.)
- Chicago 17 (1984.)
- Chicago 18 (1986.)
- Chicago 19 (1988.)
- Twenty 1 (1991.)
- Night & Day: Big Band (199.5)
- Chicago XXV: The Christmas Album (1998.)
- Chicago XXX (2006.)
- Chicago XXXII: Stone of Sisyphus (2008.)
- Chicago XXXIII: O Christmas Three (2011.)
- Chicago XXXV: The Nashville Sessions (2013.)
- Chicago XXXVI: Now (2014.)
- Chicago XXXVII: Chicago Christmas (2019.)
- Chicago XXXVIII: Born for This Moment (2022.)

## Vanjske poveznice
- Službene stranice sastava